# Carraroe
Carraroe (iriska: An Cheathrú Rua) är en ort i republiken Irland.   Den ligger i grevskapet County Galway och provinsen Connacht, i den västra delen av landet, 220 km väster om huvudstaden Dublin. Carraroe ligger 8 meter över havet och antalet invånare är 814.
Terrängen runt Carraroe är platt. Havet är nära Carraroe åt sydväst. Carraroe är det största samhället i trakten. Trakten runt Carraroe består i huvudsak av gräsmarker.